# Staffan Strand
Bo Staffan Strand (Upplands Väsby, 18 aprile 1976) è un ex altista svedese.

## Biografia
Il suo miglior risultato in carriera è stata la medaglia di bronzo ai Campionati mondiali indoor di Lisbona 2001, mentre a livello europeo è stato oro, sempre indoor, a Vienna 2002.